# Engganokoekoeksduif
De engganokoekoeksduif (Macropygia cinnamomea) is een vogel uit de familie Columbidae (duiven). 

## Verspreiding en leefgebied
Deze duif  is een endemische vogelsoort van het eiland Enggano (nabij westelijk Sumatra).

## Status
De engganokoekoeksduif staat als gevoelig op de rode lijst van het IUCN.